# Venturia maynei
Venturia maynei är en stekelart som först beskrevs av Cameron 1912.  Venturia maynei ingår i släktet Venturia och familjen brokparasitsteklar. Inga underarter finns listade i Catalogue of Life.